# アンジェリカと隠士
『アンジェリカと隠士』（アンジェリカといんし、独: Einsiedler und schlafende Angelica、英: Angelica and the Hermit）は、フランドルのバロック期の巨匠ピーテル・パウル・ルーベンスが板上に油彩で制作した絵画である。制作年については、美術史家の間で一致した説はないが、1625-1628年頃と推測される。主題は、イタリアの詩人ルドヴィーコ・アリオストの詩『狂えるオルランド』 (第8歌、詩節29-50) の逸話である。作品は1783年にウィーンの帝室画廊に記録されており、現在、ウィーンの美術史美術館に所蔵されている。

## 物語
『狂えるオルランド』中のアンジェリカと隠士の物語は、カール大帝時代のキリスト教徒とサラセン人の戦争の文脈の中で語られる。その中で、アンジェリカとオルランドが主要人物である。
アンジェリカは、オルランドも含め、すべてのキリスト教徒の騎士が恋に陥った非常に美しい王女であった。彼女はカール大帝の宮廷で幽閉されるが、キリスト教徒の手から逃れ、後に羊飼いのメドーロと恋に陥る。オルランドはアンジェリカに恋するあまり、キリスト教を擁護するという自身の重要な任務から離れてしまうが、それはアンジェリカの意図であった。彼は彼女を探して旅立ち、とうとう偶然に彼女とメドーロが木の幹に彼らの名前と恋の宣言を記した宮殿にたどり着く。不運なオルランドは怒り狂い、アンジェリカを探して諸国を放浪する。
アンジェリカがオルランドから逃げる途中、魔術に通じた年老いた隠士が彼女の乗る馬に魔法をかけ、海の向こうの孤島に連れ去る。隠士は彼女を洞窟に隠し、深い眠りに陥らせる。その後、彼は彼女の服を脱がし、彼女を眺める。しかし、彼女の身体にキスしようとした時、道徳的に悔いて思いとどまる。

## 作品

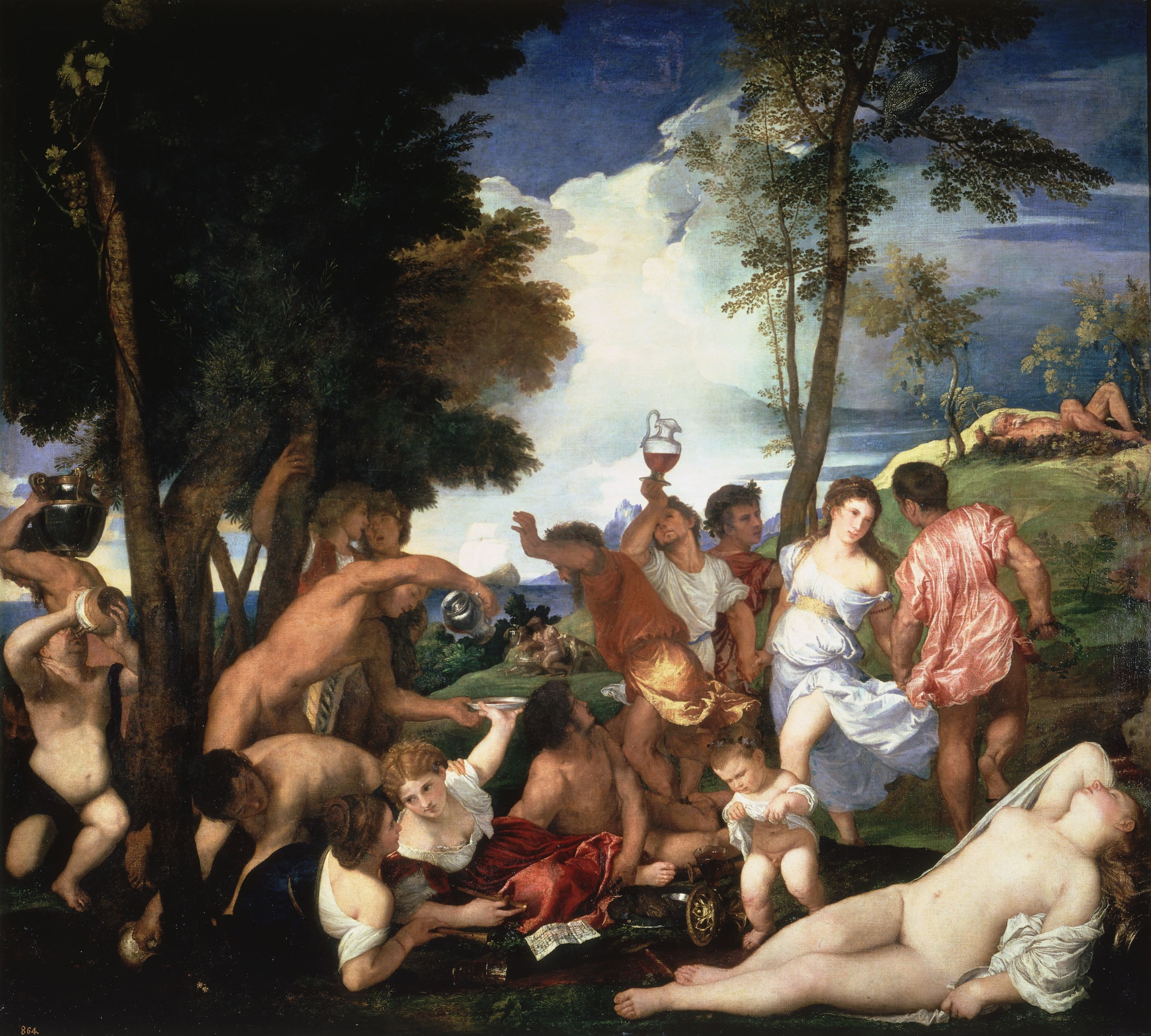
ティツィアーノ・ヴェチェッリオ『アンドロス島のバッカス祭』 (1523-1526年)、プラド美術館、マドリード

『狂えるオルランド』はルーベンスの時代に非常に人気があり、アンジェリカの冒険は、とりわけ1550年から1800年まで多くの芸術家を触発した。アンジェリカとい隠士の物語は、16世紀にすでにティントレットにより絵画の主題として用いられた。ルーベンスは、1600年から1602年までヴェネツィアに滞在した折り、ティントレットの絵画を研究した。
本作は『狂えるオルランド』の第49詩節を描いたものである。白髪の隠士は跪いて、裸身を晒したアンジェリカの並々ならぬ美しさに驚き、目を瞠っている。アンジェリカは深くまどろみながら横臥し、毛皮の縁飾りのついた赤いマントの上に身を沈めている。一方、隠士は、用心しながら彼女の身体を覆うヴェールを取り除いていく。アリオストの原文では言及されていない、画面上部右端の悪霊は、魔法の出来事を生じさせるための霊界の助力を説明するためのものであろう。
ルーベンスは、横たわる裸婦のモティーフを一連の素描習作において様々に変化をつけて描いていた。このモティーフは、究極的には著名で広く賞賛を受けていた1つの手本に由来している。その手本とはすなわち、ティツィアーノがアルフォンソ1世・デステのために1518-1525年の間に描いた『アンドロス島のバッカス祭』 (プラド美術館、マドリード) の前景右側で眠る、一般にアリアドネと呼称されている女性像である。